# Stock-sziget
A Stock-sziget a floridai zátonyok egyik tagja. Tőle nyugatra található Key West, délre Cow Key, északon Raccoon Key, északnyugatra Salt Pond Keys.
A Stock-sziget Monroe megyében található.

## Lakosság
A 2000-es népszámláláskor 4 410 embert, 1 713 háztartást és 1 050 családot regisztráltak. A lakosok 79,95%-a fehér, 10,45%-a afro-amerikai, 0,36% őslakos, 1,09%-a ázsiai, a többi százalék pedig más fajt képvisel.
1. ↑  2020. évi népszámlálás az Egyesült Államokban. 2020. évi népszámlálás az Egyesült Államokban . (Hozzáférés: 2022. január 1.)